# آلکونابا
آلکونابا (به انگلیسی: Alconaba) مرکز شهر سُریا ویکی از شهرهای Spain است.
شهر آلکوبانا، دارای روستاهای Cubo de Hogueras,Martialay و Ontalvilla de Valcorba می‌باشد.

## ریشه نام شهر
نام فعلی آل کونابا مانند بسیاری از نام مکان‌ها در اسپانیا اقتباسی از نام اصلی عربی آن هاست.